# Donny Gorter
Donny Gorter (født 15. juni 1988 i Lugano) er en hollandsk fodboldspiller, der spiller for ADO Den Haag. 
Han var fra 27. september til 31. december 2016 på kontrakt hos Viborg FF i Superligaen. Han har tidligere spillet for blandt andet NAC Breda og AaB. Han er søn af den tidligere fodboldspiller Edwin Gorter.

## Titler

### Klub
AZ
- KNVB Cup (1): 2012–13